# 弥生 (宇都宮市)
弥生（やよい）は栃木県宇都宮市の地名。現行行政町名では弥生一丁目・弥生二丁目が設定されている。郵便番号は320-0837（宇都宮中央郵便局管区）。

## 概要
宇都宮市南部の一区域。東武線南宇都宮駅の西にある住宅街である。北から一丁目・二丁目。北は滝の原一丁目・明保野町、東は吉野二丁目、南は宮原五丁目・大和三丁目、西は滝の原二丁目・三丁目と接する。
弥生一丁目・二丁目の西側には新川が流れていて、新川が西に隣接する滝の原との境となる。

## 歴史
旧町名においては西原町の一部である。

### 沿革
- 1886年（明治19年） - 河内郡西原村が西原町に改称。
- 1889年（明治22年）4月1日 - 町村制施行。河内郡西原町は宇都宮町の一部となり、河内郡宇都宮町西原町となる。
- 1896年（明治29年）4月1日 - 宇都宮町が市制施行。宇都宮市西原町となる。
- 1937年（昭和12年） - 西原町の一部区域が弥生町1・2丁目として分立。
- 1965年（昭和40年）9月30日 - 住居表示実施により宇都宮市弥生町1丁目・富士見通2丁目および弥生町2丁目・陽南通2丁目・西原町それぞれ一部をもって弥生1・2丁目が成立。同日弥生町1丁目は廃止[2]。
- 1967年（昭和42年）9月30日 - 住居表示実施により弥生町2丁目の残部が日の出2丁目・宮原5丁目となる。同日弥生町2丁目は廃止[3]。

### 町名の変遷
| 実施後     | 実施年月日                | 実施前（特記を除き各町ともその一部）                                             |
| ---------- | ------------------------- | -------------------------------------------------------------------------------- |
| 弥生一丁目 | 1965年（昭和40年）9月30日 | 弥生町一丁目（全域）、弥生町二丁目、富士見通二丁目（全域）、陽南通二丁目、西原町 |
| 弥生二丁目 | 1965年（昭和40年）9月30日 | 弥生町二丁目、陽南通二丁目、西原町                                               |

## 世帯数と人口
2017年（平成29年）7月31日現在の世帯数と人口は以下の通りである。
| 丁目       | 世帯数  | 人口  |
| ---------- | ------- | ----- |
| 弥生一丁目 | 266世帯 | 505人 |
| 弥生二丁目 | 204世帯 | 445人 |
| 計         | 470世帯 | 950人 |

## 小・中学校の学区
市立小・中学校に通う場合の学区は以下の通りとなる。
| 町丁       | 小学校                 | 中学校                 |
| ---------- | ---------------------- | ---------------------- |
| 弥生一丁目 | 宇都宮市立宮の原小学校 | 宇都宮市立宮の原中学校 |
| 弥生二丁目 | 宇都宮市立宮の原小学校 | 宇都宮市立宮の原中学校 |

## 交通

### 鉄道
近隣の吉野二丁目にある東武宇都宮線南宇都宮駅が利用できる。さらに南には東武線とJR日光線が交差するポイントがあるがこちらには駅はなく、利用する場合の最寄り駅は鶴田駅となる。

### 道路
- 南宇都宮駅前通り：弥生一丁目・二丁目の間を東西方向に通過する。東は南宇都宮駅・新町・不動前通り方面、西は栃木街道方面に向かう。
- 陽西通り：弥生一丁目・二丁目の東側を通過。北は平成通り・大通り方面、南は日の出方面へ向かう。
- 富士見通り：弥生一丁目の北を通過。東は新町・不動前通り方面、西は栃木街道方面に向かう。

### 路線バス
南宇都宮駅前通りを経由する系統と富士見通りを経由する系統が利用できる。
- 関東バス
  - JR宇都宮駅 - 東武駅前 - 陽西通り - 文化会館前 - 南宇都宮 - 弥生町 - 鶴田駅
    - 南宇都宮駅前通りを通過する系統。「吉野二丁目」「弥生町」の各バス停が利用できる。

  - JR宇都宮駅 - 東武駅前 - 六道 - 文化会館前 - あけぼの公園 - 鶴田駅・西川田東
    - 富士見通りを通過する系統。「あけぼの公園」バス停が利用できる。

## 主な施設
- 弥生保育園（弥生一丁目）
- 弥生児童公園（弥生二丁目）
- 弥生2号児童公園（弥生二丁目）
- 幸福の科学総本山・正心館（弥生二丁目）
- セブン-イレブン宇都宮弥生店（弥生一丁目）